# Chuc
Chuc was van ongeveer 617 tot 623 hofmeier onder koning Chlothar II (613-629). Hij wordt op 27 maart 616 in het testament van bisschop Bertram van Le Mans samen met de hofmeiers van Bourgondië en Neustrië genoemd. Op basis hiervan wordt vermoed dat Chuc rond die tijd hofmeier van Austrasië was. Net als zijn collega-hofmeiers Warnachar en Gundeland krijgt hij in 617 van drie longobardische gezanten 1000 solidi. 

## Beknopte bibliografie
H. Ebling, Prosopographie der Amtsträger des Merowingerreiches (613-741), München, 1974, p. 122.
J.M. Wallace-Hadrill, The fourth book of the Chronicle of Fredegar, Londen, 1960, p. 38 (IV 45.).